# 204-я воздушно-десантная бригада (формирования 1938 года)
204-я воздушно-десантная бригада (204-я вдбр) — воинское соединение Сухопутных войск, позже ВДВ, в РККА Вооружённых Сил Союза Советских Социалистических Республик, принимавшее участие в Великой Отечественной войне.

## 1-е формирование
204-я отдельная воздушно-десантная бригада сформирована в 1938 в г.Житомир (Киевский военный округ) на базе наземных частей 13-й авиадесантной бригады особого назначения, которой командовал Губаревич, Иосиф Иванович. Он же стал и первым командиром бригады.
После переформирования все воздушно-десантные бригады были переданы в подчинение Сухопутных войск. Каждая воздушно-десантная бригада по штату имела 1689 человек личного состава и включала в себя:
-один парашютный батальон;
-один мотомеханизированный батальон;
-артиллерийский дивизион.
Бригада принимала участие в освободительном походе рабочих и крестьян от гнёта капиталистов и помещиков в сентябре 1939 года в восточных районах Польши.
Бригада принимала участие в советско-финской войне. 204-я и 214-я воздушно-десантные бригады, находясь в резерве 15-й армии, неоднократно вводились в бой в самые критические моменты обстановки. Бригады с честью выполнили поставленные задачи. Личный состав в боях проявил массовый героизм.
В июне-июле 1940 года принимала участие в присоединении Бессарабии.
Печатный орган бригады газета «Сокол Родины».

## Полное название
204-я воздушно-десантная бригада

## Подчинение
- Киевский военный округ
- Украинский фронт (17 сентября-октябрь 1939)
- Ленинградский военный округ (9.12.1939 - …1940)
- Северо-Западный фронт (… января – 9.02.1940)
- 15-я армия Северо-Западного фронта (9.02 – 13.03.1940)
- Киевский военный округ (31.03.1940 – 20.06.1940)
- 9-я армия Южного фронта (20 июня - 10 июля 1940)
- Киевский военный округ (10.07.1940 - …)

## Командование
Командиры бригады:
- с августа 1938 по ноябрь 1940 — полковник Губаревич, Иосиф Иванович
- Петров Даниил Ефимович (январь-июнь 1939).[1]

Начальники штаба:
- Досик, Александр Михайлович, полковник (январь – март 1940).

Военные комиссары - Заместители командира бригады по политической части:
Начальники политического отдела:
- Барилко П. И., батальонный комиссар (с 1938), полковой комиссар (январь – март 1940).

## Состав
На 9.12.1939:
- управление бригады
- 1-й батальон
- 2-й батальон
- 3-й батальон

## Боевая деятельность
1939 год
1 сентября 1939 года началась германо-польская война.
17 сентября 1939 года начался освободительный поход Красной Армии в Западную Украину и Западную Белоруссию, находившихся в составе Польши.
Бригада принимала участие в освободительном походе рабочих и крестьян от гнёта капиталистов и помещиков в сентябре 1939 года в восточные районы Польши. 204-я бригада совершила марш на собственном транспорте к месту сосредоточения.
9 декабря 204-я воздушно-десантная бригада убыла с места дислокации в г. Борисполь Киевской области в г. Ленинград. Командир бригады полковник Иосиф Иванович Губаревич. Начальник штаба полковник Александр Михайлович Досик. Военный комиссар — начальник политотдела — полковой комиссар Барилко.
12 декабря 204-я воздушно-десантная бригада прибыла в г. Ленинград, где по 28 января 1940 года обучается ведению боевых действий в лесисто-болотистой местности в зимних условиях.
1940 год
18 января. С начала января соединения 15-й армии (командующий войсками армии Ковалёв М. П.) вели под Питкярантой тяжёлые бои с упорно оборонявшимся противником.
28 января 204-я воздушно-десантная бригада в Ленинграде завершила обучение ведения боевых действий в лесисто-болотистой местности в зимних условиях.
По первоначальным планам бригада должна была использоваться по предназначению на Выборгском направлении. Позже было принято решение использовать её в общевойсковых боях. Парашюты и десантное снаряжение оставлены на складе в городе Пушкин.
С 29 января бригада перебазируется на железнодорожную станцию Лодейное Поле.
9 февраля. С 9 по 12 февраля с железнодорожной станции Лодейное Поле бригада убывает в район Салми в район Салми.
13 февраля. Из Салми 13 февраля 1940 года 204-я бригада совершает лыжный переход в г. Питкяранту. Командиры и красноармейцы-десантники двигались днём и ночью по обочине дороги в колонну по одному, преодолевая глубокие снежные покровы при 50-градусном морозе и встречном, обжигающем лицо, ветре.
Утром 14 февраля 1940 года бригада почти полностью сосредоточилась на острове Пусунсаари в полуразрушенном здании целлюлозного завода. В Лодейном Поле пока ещё оставались боепитание, часть санитарной службы, отдел вещевого снабжения и одна стрелковая рота.
14 февраля командующий войсками 15-й армии М. П. Ковалёв приказал командиру бригады полковнику И. И. Губаревич ликвидировать группировку противника на островах Петяя-Сари и Максиман-Сари и установить связь с соединениями 168-й стрелковой дивизии, окружённой финскими войсками. Быть на исходном рубеже к 5 часам 15 февраля 1940 года на островах Вахкими-Сари и Путки-Сари.
13 марта. В 8 часов 13 марта начальник штаба бригады полковник А. М. Досик и сообщил, что получен приказ Ставки Верховного Военного совета № 0215 от 13 марта 1940 года для неуклонного исполнения о том, что в 23 часа 12 марта 1940 года между СССР и Финляндией подписан договор о прекращении военных действий и о мире между обеими странами.
Советские войска до 12 часов 13 марта вели огонь огня по финским позициям из всех видов оружия. В 12 часов на Северо-Западном фронте огонь прекратился. Война закончилась.
Заместитель народного комиссара обороны СССР командарм 1-го ранга Кулик Г. И. отметил в одном из отчётов отметил, «Бригада отлично выполнила поставленную ей задачу». (ЦГАСА, ф. 34980, д. № 400, 0—11)
31 марта бригада ввернулась на постоянное место дислокации в г. Борисполь в Киевский ОВО.
10 июня в 0.35-1.00 начальник Генштаба РККА Маршал Советского Союза Шапошников Борис Михайлович направил командующим войсками Киевского Особого военного округа генералу армии Жукову Георгию Константиновичу и Одесского военного округа генерал-лейтенанту Болдину Ивану Васильевичу шифротелеграммы. В шифротелеграммах приказывалось привести в готовность управления стрелковых корпусов с корпусными частями, стрелковые дивизии, танковые бригады, артполки РГК и все понтонные средства.
Военные советы КОВО и ОдВО после получения директив в течение 15 минут оповестило войска о приведении в боевую готовность.
20 июня 1940 в 21.40 командиры Генерального штаба Красной Армии подполковник Шикин и майор Рыжаев, прибывшие из Москвы в Киев, вручили командующему войсками КиевОВО генералу армии Г. К. Жукову директиву наркома обороны СССР и начальника Генштаба № 101396/СС. Командование Красной Армии приказывало приступить к сосредоточению войск и быть готовым к 22 часам 24 июня к решительному наступлению с целью разгромить румынскую армию и занять Бессарабию.
Для управления войсками из состава Управления Киевского Особого Военного Округа выделяется управление Южного фронта. Командующим войсками фронта назначается командующий войсками КиевОВО генерал армии Жуков, Георгий Константинович, штаб фронта в г.Проскуров.
Из войск Одесского ВО и войск прибывших из других округов формировалась 9-я армия (командующий войсками армии генерал-лейтенант Болдин И.В., заместитель командующего войсками армии генерал-лейтенант Козлов Д.Т.), штаб армии в Гросулово 35 км к северо-востоку от г.Тирасполь (ныне Великая Михайловка).
28 июня. Освободительный поход в Бессарабию
В 11 часов после получения ответа румынского правительства советские войска получили новую задачу — без объявления войны занять Бессарабию и Северную Буковину.
Военный совет Южного фронта отдал войскам директиву № А00149, которой поставил новую задачу войскам Южного фронта — быстрым выдвижением к р. Прут закрепить за СССР территорию Буковины и Бессарабии.
В 14.00 войска Южного фронта начали операцию по занятию территории Северной Буковины и Бессарабии.
В 14.30 штаб Южного фронта доложил в Москву о том, что из 12-й армии в Северную Буковину вступили 5-я танковая бригада и 58-я стрелковая дивизия в районе Снятын, 24-я танковая бригада в районе Княже, 141-я стрелковая дивизия двинулась в район Залещиков, а из 5-й армии в Бессарабию — 80-я стрелковая дивизия в районе Устье, Сокол, Большая Мукша и 169-я стрелковая дивизия — в районе Ямполь, Сороки. Однако с переправой войск 9-й армии возникли проблемы.
В 20.00 командующий ВВС Южного фронта генерал-лейтенант Ф. А. Астахов  отдал предварительное распоряжение командиру 201-й авиабригады о высадке десанта в районе Болграда.
В 23.00 Военный совет Южного фронта передал Военным советам армий  директиву № 00150, в которой ставились задачи на второй день похода:
1. Армиям фронта, действуя в составе, установленном директивой моей № 00149, с утра 29.6 продолжать движение и занять северную Буковину и Бессарабию и к исходу 30.6 выйти к новой государственной границе.
- 9-й армии - выйти 29.6 на рубеж Пырлица, Ганчешты, Дезгинже.
- 5-му кавкорпусу 29.6 выйти на рубеж Конгаз, Болград, Фурманка.
- 55-й ск, занимая 25-й сд г.Аккерман и Сарата, вывести 74-ю сд в район Акмангит.
- Распоряжением нач. ВВС фронта к 10.00 29.6 выбросить парашютный десант 201-й авиадесантной бригады в районе г. Болград с задачей — занять район г.Болград.
- Частям при занятии Буковины и Бессарабии движение вести на хвостах отходящих румынских войск.
- Во всех гарнизонах занятой Бессарабии и Буковины установить образцовый порядок, наладить караульную службу и взять под охрану все имущество, оставленное румынскими войсками, госучреждениями и помещиками.

В 24.00 наведение понтонного моста через Цареградское гирло Днестровского лимана продолжалось при сильном шторме.
29 июня
Ночью командованием было принято решение к десантированию в Болград привлечь 204-ю бригаду. Ранним утром  29 июня командир 204-й вдбр полковник И. И. Губаревич получил приказ на десантирование.
К 4.00 завершилось наведение понтонного моста через Цареградское гирло Днестровского лимана для соединений и частей 55-го ск .
После 4.00 по понтонному мосту через Цареградское гирло началась переправа частей 25-й сд.
В 4.00 личный состав 204-й авиадесантной бригады (командир 204-й бригады полковник И.И. Губаревич) в количестве 1 436 красноармейцев-десантников был выведен к 99-ти самолётам ТБ-3 1-го, 3-го, 7-го и 14-го тяжелобомбардировочных авиаполков и находился там до отлёта. Десантники имели на себе один боекомплект патронов и две сутодачи мясоовощных консервов, концентратов и сухарей.
Моторизованные отряды 55-го ск и 5-го кк быстро продвигались к назначенным рубежам, но основные силы по причине задержки на переправе задерживались. Командование фронта приняло решение использовать дополнительные воздушные десанты.
29 июня в 5.10 штаб 9-й армии для выполнения директивы командования фронта издал боевой приказ № 3:
- 9-я армия 29.6 подвижными частями выходит на рубеж Пырлица, Ганчешты, Дезгинже.
- Распоряжением нач. ВВС фронта к 10.00 29.6 будет выброшен парашютный десант 201-й адбр в районе г.Болград с задачей — занять район Болград…

Утром 29 июня войска Южного фронта возобновили продвижение вперёд.
В 8.00 самолёты с десантниками 204-й адбр стартовали в сторону юга Бессарабии.
В течение дня штаб 9-й армии передислоцировался в Тирасполь.
29 июня до 14.30 выброска десанта 204-й адбр завершилась в 10 км севернее Болграда.
29 июня в 18.30 3-й батальон 204-й адбр командиром бригады Губаревичем был направлен в Болград, а 1-й батальон — на станцию Троянов Вал. В Болграде румынские воинские подразделения сопротивления не оказывали.
К исходу дня 29 июня 5-й кавкорпус своими главными силами достиг района Петровка, Стурдзяны. В районе Манзырь части 32-й кавдивизии задержали группу румынских военнослужащих на 40 подводах, у которых было изъято 14 200 леев, 86 винтовок, 4 пистолета, 117 штыков, 5 тыс. патронов и различные продукты, а также сейф с секретными документами. Танковые полки 9-й и 32-й кавдивизий достигли Чимишлии и Романова. В связи с высадкой 204-й авиадесантной бригады в районе Болграда корпусу было приказано не продвигаться далее линии Чимишлия
-Комрат-Романово (см. Романовка, Бессарабка), а 14-я танковая бригада вернулась на восточный берег Днестра и сосредоточилась в Парканах.
30 июня
В 0.15 начальник Генштаба Маршал Советского Союза Б.М.Шапошников сообщил находящемуся в г.Тирасполе народному комиссару обороны СССР Маршалу Советского Союза Тимошенко С.К. и командующему войсками Южного фронта генералу армии Жукову Г.К. о продлении срока эвакуации румынских войск до 14.00 3 июля. На основании полученной информации  Военный совет Южного фронта издал директиву № 00151, в которой было сказано, армии фронта, продолжая выдвижение к новой границе, к исходу 29.6 заняли северную Буковину и заканчивают занятие Бессарабии. Далее приказывалось:
- 9-й армии передовыми частями 35-го ск к исходу 30.6 занять и закрепиться по р. Прут на участке (иск.) с.Скулени, с.Цыганка, имея основные силы 15-й мд в с.Пырлица, 95-й сд в с.Ганчешты.
- 5-му кк 30.6 сосредоточиться в районе Чимишлия, Комрат, Романово.
- 204-й адбр, имея основные силы в Болград, занять и удерживать Кагул и Рени, сильными отрядами до 300 чел. каждый.
- 55-й ск, занимая 25-й сд район Колония Старая Сарата, Аккерман, один сп 74-й сд на машинах выбросить к исходу 30.6 в район Измаил, обеспечивая госграницу по линии р. Дунай, остальными силами дивизии форсированным маршем выйти в район, указанный в приказе 00150. Штабу 55-го ск 30.6 перейти в Колония Старая Сарата.
- Разъяснить всему личному составу, что Советское правительство разрешило румынской армии производить эвакуацию до 14.00 3.7.40 г., поэтому все вопросы решать только мирным путём, допуская где нужно возможность нормального отхода. При отходе румынских частей не допускать производства румынскими солдатами грабежей, увода скота, подвижного состава и подвод, взятых у местного населения Бессарабии и Буковины, для чего выделить на переправы через р. Прут: от 9-й армии в с.Леушени танковый батальон с десантом; в г.Кагул один танковый полк от кавдивизии, в м.Рени танковый батальон с десантом пехоты; на переправу через р. Дунай в г.Измаил — один танковый полк от кавдивизии. Танковым полкам и батальонам выступить на указанные переправы в 5.00 30.6.1940 г.

В ночь на 30 июня 4-я рота 2-го батальона 204-й адбр на автомашинах заняла м. Рени. Беспорядочный огонь уходящих румын урона не нанёс.
В 2.00 1-й батальон 204-й авиадесантной бригады выступил в поход для занятия Кагула. В районе Болграда, Болгарийска и станции Троянов Вал был оставлен 3-й батальон бригады, занимавшийся также сбором парашютов.
30 июня, 3.00. 
- Южнее частей 5-го кавкорпуса 74-я сд 55-го корпуса своим 78-м стрелковым полком занимала г. Аккерман, а остальными силами, 35-м и 306-м сп, дивизионными частями, в 3.00 вступила в Старую Сарату. Румынские военнослужащие сопротивления не оказывали.
- 25-я сд 55-го ск достигла района Татарбунары, Акмангит. При подходе к Акмангиту взрывом заложенной румынами мины был убит 1 и ранено 3 военнослужащих 263-го стрелкового полка.

В 4.55 командующий ВВС Южного фронта отдал приказ о переброске в г.Измаил 201-й авиадесантной бригады.
В 5.00 моторизованные отряды 9-й армии выступили на переправы через р. Прут: в г.Кагул 30-й танковый полк от 9-й кд 5-го кк, в м.Рени танковый батальон с десантом пехоты; на переправу через р. Дунай в г.Измаил — 18-й танковый полк от 32-й кд 5-го кк.
30 июня. 6.00.
В центральной части Бессарабии войска 35-го ск походными колоннами двигались на запад.
Утром 5-я рота 2-го батальона 204-й адбр на подходе к Рени была обстреляна румынским самолётом, в результате чего был ранен 1 боец.
В 9.35 первый самолёт ТБ-3 с десантниками 201-й адбр на борту взял курс на г.Измаил.
С 9.35 до 12.15 44 самолёта ТБ-3 с 809 десантниками 201-й адбр на борту влетели и взяли курс на г.Измаил.
К 18.00 Измаил был занят 201-й адбр.
В 20.00 в штаб 204-й адбр поступило донесение командира 1-го батальона, который находился в 20 км юго-восточнее Кагула, о том, что, по полученным от местного населения сведениям, румынские части организовали оборону в 2 км восточнее города. Командир бригады Губаревич принимает решение с дополнительными силами выдвинуться туда.
30 июня. 22.00.
- 25-я стрелковая дивизия 55-го ск находилась в районе Татарбунары, Акмангит.

- 201-я авиадесантная бригада находилась в г.Измаил.

- 4-я и 5-я роты 2-го батальона 204-й адбр находилась в м.Рени.

- 80-й отдельный разведбатальон и передовой отряд 25-й сд совершали марш к м.Рени и г.Измаил.

- 1-й батальон 204-й авиадесантной бригады находились в г. Кагул.

- 3-й батальон бригады 204-й адбр находился в районе г.Болграда, Болгарийска и станции Троянов Вал.[2]

1 июля
В 1.00 командир 204-й бригады Губаревич с 8-й ротой 3-го батальона на 3 автомашинах выехал в Кагул для оказания помощи 1-му батальону.
В 2.00 в Кагуле ситуация разрешилась мирным путём. К 2.00 в город вошёл 30-й танковый полк 9-й кавдивизии.
В 8.00 подразделения 25-й сд 55-го ск прибыли в назначенные пункты: 80-й отдельный разведбатальон вступил в м.Рени, а передовой моторизованный отряд – в г.Измаил.
1 июля. 15.00.
1 июля румынский самолёт обстреливал площадь и железнодорожную станцию в Рени, обошлось без жертв.
Подразделение 2-го батальона 204-й бригады находилось в Джурджулешты.
2 июля
2 июля румынский самолёт обстреливал площадь и железнодорожную станцию в Рени, обошлось без жертв.
В 1,5 км восточнее Джурджулешт румынская рота заняла оборону и открыла беспорядочный ружейно-пулемётный огонь по бойцам 204-й авиадесантной бригады. По предложению командира бригады румынские части были отведены за Прут.
Штаб Южного фронта издал приказ № 017/сс для штабов 12-й, 5-й и 9-й армий об организации обороны границы и «разработать план использования войск на случай перехода Румынии к активным действиям. Этот план надо было представить на утверждение к 20.00 4.7.40 г.
В 18.30–19.00 5–6 румынских речных мониторов, курсируя между Галацем и Джурджулештами, вели неприцельный огонь из своих 37-мм орудий, а последние румынские части отходили по мостам на западный берег р. Прут. Советские войска, находившиеся в 250 метрах от мостов, огня не открывали. После отхода последних румынских частей в 19.45 в разговоре на мосту с советскими представителями румынский парламентёр полковник Степанов предупредил их, чтобы они немедленно покинули мост. Через 2–3 минуты после их ухода были взорваны две фермы западной части железнодорожного моста и два пролёта автомобильного моста. В ответ на протест советской стороны румынские представители заявили, что мосты были взорваны, так как советские танки их атаковали.
3 июля. Окончание освободительного похода в Бессарабию
Вместе с войсками Красной Армии на территорию Бессарабии были введены оперативные группы НКВД, которые приступили к проверке населения по классовому признаку и при необходимости производили аресты бывших работников румынских карательных органов, агентов румынских спецслужб и изъятие оружия у населения. К 3 июля было арестовано 490 человек, а в прилегающих районах УССР — 270 агентов румынской разведки.
Нарком обороны СССР направил наркому внутренних дел СССР письмо с предложением  выдвинуть пограничные войска НКВД на линию новой Государственной границы СССР с Румынией и о смене соединений Красной Армии.
В 14.00 советско-румынская граница была закрыта. Таким образом войска Южного фронта выполнили поставленную перед ними задачу. Главные силы приступили к изучению новых дислокации и плановой боевой и политической подготовке в занимаемых ими районах.
204-я адбр дислоцировалась:
- 4-я и 5-я роты 2-го батальона бригады находилась в м. Рени. Здесь был и 80-й отдельный разведбатальон 25-й сд 55-го ск.
- 3-й батальон бригады 204-й адбр находился в районе г.Болграда, Болгарийска и станции Троянов Вал.
- Командир бригады Губаревич, 1-й батальон, 8-я рота 3-го батальона находились в г.Кагул. Кроме них в Кагуле был 30-й танковый полк 9-й кавдивизии.
- Подразделение 2-го батальона бригады находилось в с.Джурджулешты.[2]

4 июля
В 14.00 главные силы 25-й стрелковой дивизии вступили в г.Болград, м.Рени и г.Измаил.
В 16 часов 4 июля речные мониторы Дунайской военной флотилии вошли в Очаковское гирло Дуная и двинулись вверх по реке вслед за катерами, тралящими фарватер. В Вилково прибыли 3 пограничных катера, ещё 3 катера поднимались по реке к Килии. В тот же день Политбюро ЦК ВКП(б) утвердило предложение наркома обороны о перешивке на широкую колею до конца июля около 1 300 км железных дорог в Бессарабии и Северной Буковине и восстановлении мостов через Днестр.
5 июля
Утром через Днестр переправились погранотряды и на автомашинах двинулись к Пруту.
В связи с окончанием Бессарабского похода 5 июля войска Южного фронта были приведены в состояние постоянной боевой готовности мирного времени.
6 июля
СНК СССР принял постановление № 1193 — 464сс от 6 июля по которому территория Северной Буковины была включена в состав КОВО, а Бессарабии — в состав ОдВО и предусматривалось проведение организационных мероприятий в Красной Армии.
Нарком обороны СССР издал директивы Военным советам КОВО и ОдВО о новом составе и дислокации войск округов. В директивах предусматривалось начать новые формирования соединений, утверждённые правительством, перевести войска в новые места постоянной дислокации, расформировать части и учреждения, созданные для проведения освободительного похода и начать увольнение задержанного после советско-финляндской войны приписного состава.
55-й ск в составе 25-й сд и 74-й сд находился на территории южной Бессарабии.
6 июля стрелковые полки 25-й стрелковой дивизии находившиеся в г.Болград, м.Рени и г.Измаил сменили танковые эскадроны 18-го тп 32-й кд 5-го кавкорпуса и подразделения 201-й и 204-й авиадесантных бригад на охране границы.
9 июля
Все войска Южного фронта выдвигались к местам постоянной дислокации.
9 июля было расформировано управление Южного фронта.
10 июля было расформировано управление 9-й армии.